# 小行星5672
小行星5672（英語：5672 Libby）是一颗围绕太阳公转的小行星。1986年3月6日，愛德華·鮑威爾在可可尼诺县发现了此天体。
这颗小行星的绝对星等为354.8469693426821等。